# 伊斯曼山
伊斯曼山（英語：Mount Eastman），是南極洲的山峰，位於葛拉漢地西岸，處於佩爾唐角以南7公里，俯瞰弗蘭德雷斯灣，由比利時探險隊繪入地圖，現時由南極條約體系管理。